# Elampalloor
Elampalloor es una ciudad censal situada en el distrito de Kollam en el estado de Kerala (India). Su población es de 33959 habitantes (2011). Se encuentra a 7 km de Kollam y a 61 km de Trivandrum.

## Demografía
Según el censo de 2011 la población de Elampalloor era de 33959 habitantes, de los cuales 16198 eran hombres y 17761 eran mujeres. Elampalloor tiene una tasa media de alfabetización del 93,99%, superior a la media estatal del 94%: la alfabetización masculina es del 96,42%, y la alfabetización femenina del 91,80%.